# Espace classifiant
 (signalé en juin 2025).
Si vous disposez d'ouvrages ou d'articles de référence ou si vous connaissez des sites web de qualité traitant du thème abordé ici, merci de compléter l'article en donnant les références utiles à sa vérifiabilité et en les liant à la section « Notes et références ».
- Archive Wikiwix
- Bing
- Cairn
- DuckDuckGo
- E. Universalis
- Gallica
- Google
- G. Books
- G. News
- G. Scholar
- Persée
- Qwant
- (zh) Baidu
- (ru) Yandex
- (wd) trouver des œuvres sur Wikidata

« Classifiant » redirige ici. Pour les autres significations, voir Classification.
En mathématiques, un espace classifiant pour un groupe topologique G est la base d’un fibré principal particulier EG → BG appelé fibré universel, induisant tous les fibrés ayant ce groupe de structure sur n’importe quel CW-complexe X par image réciproque (pullback).
{\displaystyle {\begin{matrix}E&\rightarrow &\mathrm {E} G\\\downarrow &&\downarrow \\X&\rightarrow &\mathrm {B} G\end{matrix}}}
Dans le cas d’un groupe discret, la définition d’espace classifiant correspond à celle d’un espace d'Eilenberg-MacLane K(G, 1), c’est-à-dire un espace connexe par arcs dont tous les groupes d'homotopie sont triviaux en dehors du groupe fondamental (lequel est isomorphe à G).
La notion s’étend avec celle d’espace classifiant d’une catégorie, qui est une réalisation géométrique de son nerf.